# ياسمين بلقايد
ياسمين بلقايد (مواليد 1968م) هي أخصائية مناعة جزائرية وكبيرة الباحثين في المعهد الوطني للحساسية والأمراض المعدية (NIAID) وأستاذة مساعدة في جامعة بنسيلفانيا. وهي ابنة أبو بكر بلقايد، اشتهرت بعملها في دراسة التفاعلات الميكروبات المضيفة في الأنسجة وتنظيم المناعة للميكروبات. كانت تشغل منصب مديرة برنامج الميكروبيوم في المعهد الوطني للحساسية والأمراض المعدية. في الوقت الحالي، هي تشغل منصب مديرة معهد باستور لمدة 6 سنوات، وهي أول امرأة تحمل هذا المنصب.

## النشأة والتعليم
ولدت ياسمين بلقايد ونشأت في الجزائر العاصمة. حصلت على درجتي البكالوريوس والماجستير في الكيمياء الحيوية من جامعة العلوم والتكنولوجيا هواري بومدين–الجزائر وكذلك ماجستير الدراسات المعمقة من جامعة باريس الجنوبية. حصلت على الدكتوراه في علم المناعة من معهد باستير عام 1996، حيث درست الاستجابات المناعية الفطرية لعدوى الليشمانيا.
في جوان 2025، انضمت ياسمين بلقايد رسميا إلى أكاديمية العلوم الفرنسية.

## المسار المهني

### الحياة الأكاديمية
بعد التخرج، انتقلت إلى الولايات المتحدة للحصول على زمالة ما بعد الدكتوراه في مختبر المعهد الوطني للحساسية والأمراض المعدية NIAID للأمراض الطفيلية. وفي عام 2002، انضمت إلى هيئة التدريس بقسم المناعة الجزيئية في المركز الطبي لمستشفى الأطفال في سينسيناتي قبل أن تعود إلى المعهد الوطني للحساسية والأمراض المعدية NIAID في عام 2005 كباحثة مسار في مختبر الأمراض الطفيلية. في عام 2008، أصبحت أستاذة مساعدة في علم الأمراض والطب المخبري في جامعة بنسيلفانيا.

### البحث العلمي
يركز بحث ياسمين بلقايد على فك تشابك الآليات الكامنة وراء تفاعلات الجراثيم المضيفة في الجهاز الهضمي والجلد، وهي مواقع حاجز طبيعي بين الأعمال الداخلية للمضيف وبيئته الخارجية. وهذا يشمل أيضًا الدور الذي تلعبه الجراثيم في تعزيز المناعة ضد العدوى ضد مسببات الأمراض الضارة الأخرى. ساهمت مجموعتها في الفهم العلمي لكيفية تمييز الجهاز المناعي للمضيف بين الميكروبات الجيدة والسيئة.
أدت أبحاث ياسمين بلقايد أيضًا إلى اكتشاف بعض ميكروبات الجلد التي تلعب دورًا مهمًا في الدفاع المناعي. أجروا هذه التجربة باستخدام الفئران التي لا توجد بها ميكروبات طبيعية في جلدها أو أمعائها حتى يتمكنوا من استعمار تلك الفئران بسلالة واحدة فقط من البكتيريا «الجيدة». ثم قاموا بعد ذلك بإصابة الفئران المستعمرة والخالية من البكتيريا بطفيلي ووجدوا أن أولئك الذين ليس لديهم البكتيريا «الجيدة» غير قادرين على مقاومة الطفيل، في حين أن أولئك الذين لديهم البكتيريا لديهم استجابة مناعية فعالة. ووجد فريقها أيضًا أن البكتيريا المفيدة التي تعيش على سطح الجلد يمكنها أيضًا تسريع التئام الجروح لدى الفئران. تدرس مجموعة بلقايد أيضًا ما يحدث عند وجود اختلالات في الميكروبيوم لدينا. تقدم أبحاث ياسمين بلقايد فهمًا علميًا متقدمًا لكيفية مساهمة التحولات في الكائنات الحية الدقيقة في الإصابة بالأمراض، وخاصة الأمراض الالتهابية المزمنة مثل داء كرون والصدفية.

## جوائز وتكريم
- الميدالية الذهبية من International Union of Biochemistry and Molecular Biology عام 2013.
- جائزة سانوفي باستير الدولية لمنتصف المسار المهني عام 2016.[21]
- زمالة الجمعية الأمريكية لعلم الأحياء الدقيقة عام 2016.[22]
- جائزة Emil von Behring عام 2017.[23]
- تم انتخابها من قبل الأكاديمية الوطنية للعلوم عام 2017.[24]
- تم انتخابها من قبل الأكاديمية الوطنية للطب عام 2018.[25]
- جائزة لوري من Foundation for the National Institutes of Health عام 2019.[26]
- تم انتخابها من قبل الأكاديمية الأمريكية للفنون والعلوم عام 2020.[27]
- جائزة نوابغ العرب عن فئة الطب عام 2024م.[28]